# Kekkon Yubiwa Monogatari
Kekkon Yubiwa Monogatari (結婚指輪物語 El cuento de los Anillos de Compromiso?), conocida como Tales of Wedding Rings, es una serie de manga japonesa escrita e ilustrada por Maybe. Comenzó a serializarse en Monthly Big Gangan en marzo de 2014 finalizando en septiembre de 2024 con un total de 15 volúmenes divididos en 86 capítulos. Una adaptación de la serie al anime de Staple Entertainment se estrenó el 6 de enero de 2024.

## Argumento
Satou ha estado enamorado de su vecina y amiga de la infancia, Himeno, desde que ella y su abuelo aparecieron de la nada en destello de luz hace 10 años. Ahora ella es una deslumbrante, misteriosa, y hermosa estudiante de secundaria y él desea llevar su relación al siguiente nivel, pero justo cuando está a punto de confesar sus sentimientos, ella le dice que debe irse. Él decide que no puede simplemente dejarla ir, así que va tras ella. Sin embargo encontrará algo inesperado, se ve inmerso en un mundo de magia, monstruos y ¡anillos de boda!

## Personajes
Haruto Satou (佐藤 春人 Satō Haruto?)
 Seiyū: Gen Satō, Bruno Coronel (español latino)
Es el nuevo Rey del Anillo cuando Krystal lo eligió para ser su esposo y, a su vez, le entregó el Anillo de Luz. Conoce a Krystal desde que aparecieron hace 10 años junto a Alabaster. Cuando Krystal regresó a su mundo debido a que tuvo que casarse con Marmaru-Gias Gisaras para unir el Reino Nokanatika y el Imperio, Satou entró por la puerta de teletransportación y apareció en el otro mundo. Cuando apareció en medio de la ceremonia de boda entre Krystal y Marmaru, apareció una criatura del Abismo. Durante la confusión, Krystal lo besó y le otorgó el Anillo de Luz a Satou, convirtiéndolo en el Rey del Anillo. Luego viaja con varias personas dentro y fuera, pero principalmente con Hime y el abuelo. Cuando se casa con las otras Princesas del Anillo, ellas se unen a él en sus viajes y también obtienen sus anillos.
Krystal Novaty Nokanatika (クリストル・ノバティ・ノカナティカ Kurisutoru Nobati Nokanatika?) / Hime (ヒメ?)
 Seiyū: Akari Kitō, Marisol Romero (español latino)
Es la Segunda Princesa del Reino Nokanatika en el otro mundo. Ella fue a la Tierra hace 10 años y se encontró con Satou cuando ella y Sage Arabasta hicieron aparecer su puerta de teletransportación ante él. Ella es la gobernante del Anillo de Luz, así como su protectora. Ella es la primera esposa de Satou y su principal interés amoroso. Ella desarrolló sentimientos hacia Satou durante el tiempo que estuvieron juntos y estaba triste por dejarlo. Originalmente iba a casarse con Marse cuando regresara a su mundo. Cuando Satou la siguió a través de la puerta de teletransportación, ella se sorprendió, pero muy feliz de que él la siguiera a su mundo. Sin embargo, también estaba triste porque sabía lo que implicaban las pruebas para convertirse en el Rey del Anillo.
Nephrites Lomka (ネフリティス・ロムカ Nefuritisu Romuka?)
 Seiyū: Miyuri Shimabukuro
Princesa elfa de Romka. Sus padres sostuvieron el Anillo de Viento y crearon un muro de viento con él para proteger la ciudad de los elfos. Ella es una persona recluida que fue condicionada por su hermano a tener miedo del mundo exterior. Como tal, es muy tímida y tiene problemas para interactuar con los demás. Finalmente decide ayudar al Rey Anillo y rompe las formas petrificadas de sus padres, liberando el Anillo de Viento. Ella acepta ir con Satou a luchar contra el Abismo y convertirse en su segunda esposa. Al principio, ella está bien con ser simplemente la esposa de Satou sin importar en qué fila se encuentre para recibir su amor, pero sus sentimientos por él son cada vez más fuertes. Ella es consciente de su edad en comparación con los demás porque es una elfo y vive mucho más tiempo.
Granart Needakitta (グラナート・ニーダキッタ Guranāto Nīdakitta?)
 Seiyū: Hitomi Ueda
Es una chica de piel bronceada con orejas de gato y la princesa del país viajero de Needakitta. El país perdió su tierra en la anterior guerra del Abismo y reconstruyó su ciudad sobre plataformas móviles gigantes como una caravana. Ahora viajan como mercenarios.
Saphir Maasa (サフィール・マーサ Safīru Māsa?)
 Seiyū: Ai Kakuma
Saphir es una de las princesas gemelas del país acuático de Maasa. Ella asume el papel de convertirse en Princesa del Anillo y le da a Satou el Anillo de Agua para ayudar a salvar a su país de la influencia del Imperio y así su hermana Saphira pueda estar con Marse. Ella se convierte en su cuarta esposa. Tiene fuertes poderes mágicos pero tiene una personalidad perezosa.Está contenta de cumplir con su deber como Princesa del Anillo, pero no le interesa tener sentimientos por el Rey del Anillo. Incluso si ella dice eso, está bastante molesta porque Satou la niegue y piense que su cuerpo es infantil cuando intentó seducirlo.
Amber Idanokan (アンバル・イダノカン Anbaru Idanokan?)
 Seiyū: Mikako Komatsu
Amber es una construcción, una copia de la princesa enana de Idonokan, que ahora no es más que ruinas. Durante la última guerra del abismo, se pensó que todos los enanos habían muerto, siendo su país uno de los más afectados. Los supervivientes desaparecieron bajo tierra y se retiraron del mundo. En algún momento, Amber fue creada y se le dio el Anillo de la Tierra. De alguna manera (asumiendo que de la misma manera que luego puede abrir un portal entre mundos) fue transportada a la Tierra y consagrada durante cientos de años como un ser divino en la ciudad natal de Satou. Cuando el grupo del Rey del Anillo no pudo derrotar a la horda que atacaba a los monstruos del abismo y al Caballero del Abismo mientras buscaban el último anillo, el Gran Sabio abrió un portal y envió a Satou y a las princesas a la Tierra para mantenerlos a salvo. Mientras regresaba a casa, Satou encontró a Amber en el viejo santuario deteriorado. Ella le ofreció su anillo y todo su ser, ya que para eso estaba hecha. Dudó en tomar el último anillo, preocupándose por la seguridad de la niña y la suya propia. Ella dijo que está bien con lo que él decida, ya que ya ha estado esperando cientos de años. Después de superar sus miedos, él aceptó sus poderes y ella pudo abrir un portal al otro mundo. Ella se convierte en su quinta esposa. Ella afirma que no hay necesidad de profundizar el vínculo entre ella y el Rey del Anillo. Ella fue creada para ser suya y su vínculo comenzó al 100%. Ella no parece tener el impulso como algunos de los demás de que Satou le preste atención. También menciona que tiene la capacidad de reproducirse y que contiene el último ADN de los enanos dentro de ella.
Marse (マルス Marusu?)
 Seiyū: Shōgo Sakata, Emilio Treviño (español latino)
Es el segundo príncipe del Imperio Gisaras. En realidad, es un hijo bastardo del Rey del Imperio y, a menudo, se le menosprecia. Se suponía que se casaría con Hime y se convertiría en el Rey de los Anillos para que el Imperio pudiera controlar el poder de los Anillos. Está enamorado de Saphira y planeaba casarse con ella hasta que Satou lo reemplace como Rey del Anillo. Saphira se enoja al principio, pensando que ya no pueden estar juntas, pero su hermana gemela Saphir se convierte en la Princesa del Anillo. Termina fugándose con ella después de su reencuentro en Maasa.
Alabaster (アラバスタ Arabasuta?)
 Seiyū: Shigeru Chiba, Rubén Trujillo (español latino)
Es el Gran Sabio. Llamado abuelo por Satou y Hime. Pudo crear un portal a la Tierra, llevándose a Hime con él para protegerla a ella y al Anillo de Luz. Tiene mucho conocimiento sobre el Rey Anillo, el Abismo, la magia y el mundo.

## Contenido de la obra

### Manga
La serie escrita e ilustrada por Maybe, y comenzó su serialización en Monthly Big Gangan el 25 de marzo de 2014. En el décimo volumen tankōbon, se reveló que la serie continuaría "solo un poco más". En julio de 2021 se reveló que llegaría a su clímax en el próximo número de la revista, que saldrá a la venta el 25 de agosto de 2021. La serie llegó a su final tras diez años de publicación en septiembre de 2024, recopilandose sus 86 capítulos en 15 volúmenes en formato tankōbon.
En mayo de 2015, Crunchyroll anunció que agregaría la serie a su servicio de manga digital Crunchyroll Manga. En la Anime Expo de 2017, Yen Press anunció que obtuvo la licencia de la serie para su publicación en inglés.

#### Lista de volúmenes
| Volúmenes de manga publicados | Volúmenes de manga publicados | Volúmenes de manga publicados |
| Número                        | Fecha de lanzamiento          | ISBN                          |
| ----------------------------- | ----------------------------- | ----------------------------- |
| 1                             | 9 de diciembre de 2014        | ISBN 978-4-75-754430-7        |
| 2                             | 25 de mayo de 2015            | ISBN 978-4-75-754654-7        |
| 3                             | 25 de diciembre de 2015       | ISBN 978-4-75-754848-0        |
| 4                             | 25 de octubre de 2016         | ISBN 978-4-75-755140-4        |
| 5                             | 24 de junio de 2017           | ISBN 978-4-75-755392-7        |
| 6                             | 24 de febrero de 2018         | ISBN 978-4-75-755638-6        |
| 7                             | 25 de septiembre de 2018      | ISBN 978-4-75-755859-5        |
| 8                             | 9 de julio de 2019            | ISBN 978-4-75-756192-2        |
| 9                             | 25 de mayo de 2020            | ISBN 978-4-75-756626-2        |
| 10                            | 25 de enero de 2021           | ISBN 978-4-75-757059-7        |
| 11                            | 25 de agosto de 2021          | ISBN 978-4-7575-7437-3        |
| 12                            | 25 de marzo de 2022           | ISBN 978-4-7575-7843-2        |
| 13                            | 25 de enero de 2023           | ISBN 978-4-7575-8358-0        |
| 14                            | 25 de diciembre de 2023       | ISBN 978-4-7575-8977-3        |
| 15                            | 25 de septiembre de 2024      | ISBN 978-4-7575-9438-8        |

### Realidad virtual
En noviembre de 2017, se anunció que se estaba desarrollando una versión de realidad virtual del manga. La adaptación se lanzó por primera vez en marzo de 2018 en el stand de Square Enix en la AnimeJapan. Estuvo disponible en HTC Vive el 25 de septiembre de 2018.

### Anime
En enero de 2023, se anunció una adaptación de serie al anime. Está producido por Staple Entertainment y dirigido por Takashi Naoya, con guiones escritos por Deko Akao, diseños de personajes a cargo de Saori Nakashiki y música compuesta por Satoshi Hōno. Se estrenó el 6 de enero de 2024 en AT-X y otras cadenas. El tema de apertura es «Lover's Eye», interpretado por Sizuk, mientras que el tema de cierre es «Kokoro no Naka» (ココロノナカ?), interpertado por AliA. Crunchyroll obtuvo la licencia de la serie fuera de Asia.
El 13 de diciembre de 2023, Crunchyroll anunció que la serie había recibido un doblaje en español latino, la cual se estrenó el 27 de enero.
Una segunda temporada fue anunciada el 23 de marzo de 2024. El elenco y el personal regresan en sus respectivos papeles.

## Recepción
Rebecca Silverman de Anime News Network elogió a los personajes, fan service y el uso del lenguaje corporal, mientras criticaba las expresiones faciales de los personajes y la dirección de la historia. Brandon Varnell de The Fandom Post también elogió la serie, especialmente la trama debido a que no se apega a las tendencias establecidas por otros trabajos. Takato de Manga News también elogió la historia y la calificó como un comienzo prometedor. Aurélien Pigeat de Actua BD fue más crítico, presentando la serie un abuso de otros elementos de la trama comunes en este tipo de trabajo.